# Aughrim (ort i Irland, Leinster)
Aughrim (iriska: Eachroim) är en ort i republiken Irland. Den ligger i grevskapet Wicklow och provinsen Leinster, i den östra delen av landet. Aughrim ligger 72 meter över havet och antalet invånare är 1 364.
Terrängen runt Aughrim är kuperad åt nordost, men åt sydväst är den platt. Aughrim ligger nere i en dal. Trakten runt Aughrim består i huvudsak av jordbruksmark och skog.